# Lee Eilbracht
Lee Paul Eilbracht (ur. 22 marca 1924, zm. 2 stycznia 2013) – amerykański baseballista, który występował na pozycji łapacza, trener baseballu w drużynie uniwersyteckiej Illinois Fighting Illini.
Eilbracht studiował na Uniwersytet Illinois w Urbanie i Champaign, gdzie w latach 1943 oraz 1946–1947 grał w drużynie uniwersyteckiej  
Illinois Fighting Illini. W 1946 i 1947 został wybrany najbardziej wartościowym zawodnikiem zespołu, a w sezonie 1946 ustanowił rekord średniej uderzeń w Big Ten Conference (0,484). Rok później podpisał kontrakt z Chicago Cubs, jednak występował jedynie w klubach farmerskich tego zespołu, a od 1948 do 1951 był grającym menadżerem.
W 1952 został trenerem drużyny uniwersyteckiej Illinois Fighting Illini; w sezonie 1952 i 1953 zdobył mistrzostwo konferencji Big Ten. Następne dwa tytuły Fighting Illini wywalczyli w latach 1962 i 1963. Po zdobyciu mistrzostwa w 1963 w playoffs zespół potrzebował zwycięstwa w ostatnim meczu przeciwko Western Michigan Broncos, by awansować do College World Series, jednak uległ 0–7. W 1964 był trenerem drużyny narodowej na igrzyskach olimpijskich w Tokio (baseball był wówczas sportem pokazowym). Z funkcji trenera drużyny uniwersyteckiej zrezygnował po sezonie 1978. W ciągu 27 lat prowadzenia zespołu osiągnął bilans 515 zwycięstw (najwięcej w historii Fighting Illini) i 393 porażek. Zmarł 2 stycznia 2013 roku w wieku 88 lat.
Był żonaty, miał pięcioro dzieci.

## Statystyki w minor leagues
Sezon zasadniczy
| Sezon              | Klub                                           | G   | PA | AB   | R  | H   | 2B | 3B | HR | RBI | SB | CS | BB | SO | BA    | OBP | SLG   | OPS |
| ------------------ | ---------------------------------------------- | --- | -- | ---- | -- | --- | -- | -- | -- | --- | -- | -- | -- | -- | ----- | --- | ----- | --- |
| 1947               | Davenport Cubs (klub farm. Chicago Cubs)       | 58  | NO | 182  | NO | 45  | 9  | 0  | 5  | NO  | NO | NO | NO | NO | 0,247 | NO  | 0,379 | NO  |
| 1948               | Clinton Cubs (klub farm. Chicago Cubs)         | 101 | NO | 314  | NO | 99  | 23 | 2  | 6  | NO  | NO | NO | NO | NO | 0,315 | NO  | 0,459 | NO  |
| 1948               | Decatur Commodores (klub farm. Chicago Cubs)   | 42  | NO | 125  | NO | 36  | 10 | 0  | 2  | NO  | NO | NO | NO | NO | 0,288 | NO  | 0,416 | NO  |
| 1948               | Selma Cloverleafs (klub farm. Chicago Cubs)    | 10  | NO | 35   | NO | 15  | 4  | 0  | 0  | NO  | NO | NO | NO | NO | 0,429 | NO  | 0,543 | NO  |
| 1949               | Sioux Falls Canaries (klub farm. Chicago Cubs) | 23  | NO | 66   | NO | 15  | 3  | 1  | 1  | NO  | NO | NO | NO | NO | 0,227 | NO  | 0,348 | NO  |
| 1950               | Sioux Falls Canaries (klub farm. Chicago Cubs) | 88  | NO | 251  | NO | 73  | 20 | 3  | 8  | NO  | NO | NO | NO | NO | 0,291 | NO  | 0,490 | NO  |
| 1951               | Sioux Falls Canaries (klub farm. Chicago Cubs) | 98  | NO | 270  | NO | 71  | 14 | 3  | 9  | NO  | NO | NO | NO | NO | 0,263 | NO  | 0,437 | NO  |
| 1952               | Danville Dans (klub farm. Boston Braves)       | 23  | NO | 84   | NO | 26  | 5  | 0  | 1  | NO  | NO | NO | NO | NO | 0,310 | NO  | 0,405 | NO  |
| Łącznie w karierze | Łącznie w karierze                             | 391 | NO | 1167 | NO | 329 | 74 | 9  | 30 | NO  | NO | NO | NO | NO | 0,282 | NO  | 0,438 | NO  |